# نیتوبه اینازو
نیتوبه اینازو (۱ سپتامبر ۱۸۶۲–۱۵ اکتبر ۱۹۳۳) (به ژاپنی: 新渡戸 稲造) برزشناس، مربی، نویسنده، دیپلمات، سیاستمدار مسیحی در دوره میجی و دوره تای‌شو در ژاپن بود. او در شهر موریوکا در استان ایواته متولد شد. مهمترین اثر او کتاب بوشیدو: روح ژاپن (۱۹۰۰) است. تصویر او قبلاً بر روی اسکناس‌های ۵۰۰۰ هزار ینی ژاپن نقش بسته بود.